# Darganata
Darganata (depuis 2017), anciennement Birata (entre 2003 et 2017), est une ville et capitale du district de Darganata dans la province de Lebap au Turkménistan.